# Foncier

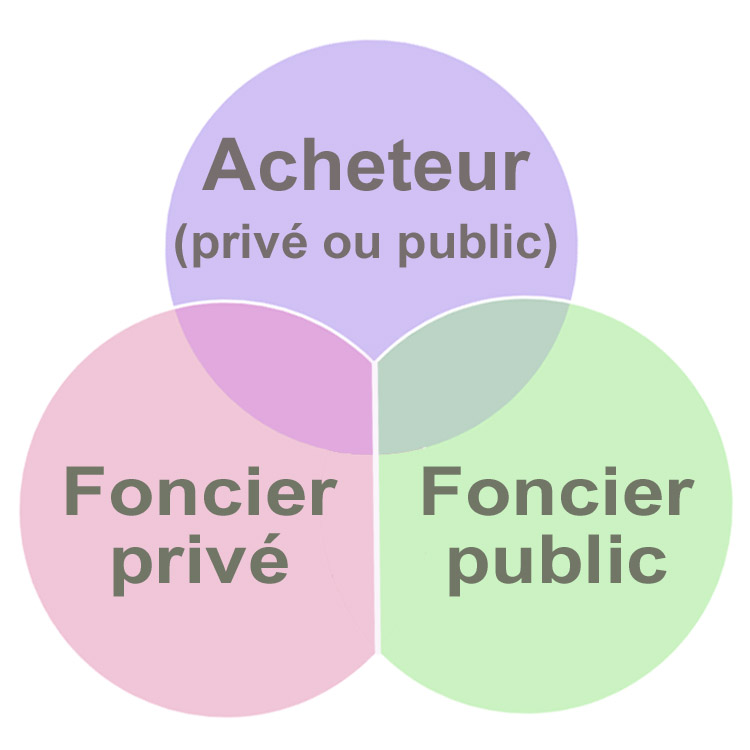
Schéma simplifié présentant trois items et types d'acteurs majeurs pour le commerce et les échanges fonciers (hors donc du « foncier inaliénable » (tels que la forêt domaniale ou le domaine public maritime par exemple en France).
La réalité des frontières entre public et privé est plus complexe, avec les syndicats mixtes, les sociétés d'économie mixte (SEM), les remembrements et le portage foncier par les Établissements publics fonciers (EPF), le partenariat public privé, etc.

Le terme foncier (anciennement fonsier) est issu de l'ancien français fonds, dérivé à l'aide du suffixe -ier au sens de « relatif à un fonds de terre », puis de fons, fonds + suffixe -ier au sens de « relatif au fond de la nature de quelque chose, de quelqu'un ». Le mot français fond (anciennement fons, fonds) remonte au gallo-roman FUNDU, du latin fundus, -i « fond de quelque chose (récipient, mer, pays, organe du corps, etc.) ; limite, point extrême ; partie essentielle de quelque chose ; fonds de terre » ; en droit « garant d'une chose ».

## Définitions

### Sens premier
« Foncier » ayant valeur d'adjectif, le mot désigne ce qui est « relatif à un fonds de terre, à son exploitation, à son imposition ». D'où les notions de : Propriétaire foncier, propriété foncière, Taxe foncière.

### Sens dérivé d'immobilier
La notion de bien foncier, très voisine de la notion de bien immobilier, ne doit pas cependant être confondue avec elle. Dans le langage de la promotion immobilière, le foncier désigne généralement le terrain qui sert de support à une construction immobilière. Il reste que l'adjectif « foncier », dans l'usage courant, désigne « un bien relatif à la propriété non-bâtie mais aussi à la propriété bâtie ».
Ainsi, dans cette acception, les immeubles, constructions et autres bâtiments sont réputés aussi être des biens « fonciers ».
Avec des variations selon le contexte et la législation et la loi du marché (autrement dit, la loi de l’offre et de la demande), le sol prend une certaine valeur (ou en perd), ce qui génère ou entretient un « marché foncier ». Ce marché est généralement défini - pour un territoire particulier, ou de manière générale - comme l'ensemble des ventes échanges ou mises en vente de terrains, qu'elles soient faites dans le but d'exploiter les sols (ou sous-sol) qui ne sont pas homogènes, des biens immobiliers ou sans volonté de les exploiter (par exemple pour protéger une nappe phréatique ou protéger la nature (ex. : cas d'un parc national ou d'une réserve naturelle). Ce marché se traduit par la formation d'un prix, qui peut évoluer dans l'espace et dans le temps. La valeur foncière d'un terrain varie selon l'utilisation envisagée ou permise (agricole, minière, touristique, urbanisation, protection de la nature, etc.), ainsi des marchés spécialisés se sont-ils construits (six selon Joseph Comby, qui est urbaniste-économiste et directeur de l'Association des études foncières, qui édite la revue Études foncières. Selon lui, il y aurait deux marchés de gisement foncier (milieux naturels à urbaniser, friches ou milieux construits à réurbaniser), deux autres concernant les terrains à bâtir (nouveaux terrains à bâtir et "marché des droits à bâtir achetés dans le tissu existant") et encore deux d'espaces naturels destinés à rester naturels.
En théorie et dans un contexte dit libéral ou capitaliste, c’est la compétition entre les acquéreurs potentiellement intéressés par ces terrains qui fixerait leur valeur sur ce marché (une compétition forte entrainant une hausse des prix, et une faible compétition entrainant une baisse des prix). Cette "compétition" inclut la demande motivée par la spéculation foncière[source insuffisante].

### Signification fiscale
Les revenus fonciers représentent les revenus du patrimoine immobilier (défini au sens large).
Il s'agit principalement des revenus tirés de la location de biens non meublés, pouvant donner lieu à taxe foncière.

## Enjeux
Dans l'aménagement du territoire, des approches de sobriété foncière se développent, visant à concilier développement économique, social et environnemental, dans le cadre de la transition écologique, et en France pour atteindre l'objectif du zéro artificialisation nette (ZAN) inscrit dans la loi, devant être atteint en 2050, avec un objectif intermédiaire (pour 2031) de réduction de moitié le rythme de la consommation d'espaces naturels, agricoles et forestiers par rapport à 2021. Ici, la consommation d'espace est définie comme la « création ou l'extension effective d'espace urbanisé ». 
En tant que ressource surfacique support d'activités humaines : Sur une « planète finie » où la population augmente rapidement, le foncier apparaît en effet comme une ressource finie, non-renouvelable (en tant que surface au sol, mais la construction en étage, « sur », ou « sous le sol » permet, dans la ville dense par exemple, de mieux "valoriser" et exploiter le mètre carré au sol), et susceptible d'être dégradé par la pollution ou la dégradation des sols et d'alors perdre de la valeur (pour le foncier agricole et forestier en particulier, mais aussi pour le foncier urbain et aménitaire en cas de fortes pollutions). 
Des États et régions se dotent d'outils et de stratégies foncières pour limiter le gaspillage et la dévalorisation du foncier, ou pour le réhabiliter (Safer, EPF…),,. Dans les années 2000, certaines régions (Nord-Pas-de-Calais en France par exemple,), se sont dotées d'outils juridiques (ex : directives régionales) visant à lutter contre la périurbanisation qui est très consommatrice de foncier (foncier agricole en général, mais il peut aussi parfois s'agir de forêts ou zones humides).
En France, les documents d'urbanismes (PLU et SCOT) sont un des outils pouvant protéger le « foncier agricole » ou en maitriser la consommation. On parle de « réserves foncières » pour les développements futurs. Selon l'UICN, la protection foncière est l'un des moyens nécessaires (bien que non suffisant) ou utile pour la protection de la nature.
En tant que support de biodiversité et de services écosystémiques : La protection de la nature implique la préservation des espèces, mais également celle de leurs habitats naturels. Celle-ci s'appuie sur des lois ainsi que sur des démarches contractuelles et des outils de maîtrise foncière. Parfois, des chartes (projets de territoire dont parcs nationaux et Parcs Naturels Régionaux, forêts, Charte des espaces naturels sensibles de l'Assemblée des Départements de France, etc.) cadrent ces stratégies et l'utilisation d'une panoplie d'outils contractuels et de gestion. La maîtrise foncière est l'un de ces outils (notamment et par exemple via la TDENS, la SAFER ou les RNR en France). Il permet de protéger des lieux de biodiversité et des milieux tels que les mares, bocages ou prairies agricoles. Dans certains pays les servitudes environnementales complètent ce type de dispositif. Ce dispositif a été importé en droit français en 2016 à la faveur de la Loi pour la reconquête de la biodiversité, de la nature et des paysages sous le nom d'Obligation réelle environnementale.
 Sobriété foncière et maîtrise de la pression et de la spéculation immobilière, sylvicole ou agricole.
Des réserves foncières, de court, moyen ou long termes, peuvent être créées et utilisées par l'État et/ou des collectivités locales ou leurs groupements, ou par des acteurs privés. Ce foncier mis en réserve pourra répondre à des besoins futurs, et/ou limiter la pression immobilière et l’étalement urbain et/ou protéger le foncier agricole, les sols ou des milieux naturels dans des stratégies d'aménagement et de recomposition des territoires. Ceci se fait par exemple en achetant les sols ou des immeubles, avec expropriation si nécessaire, pour constituer des réserves foncières (d'intérêt général) en vue de permettre la réalisation d’une action ou d’une opération d’aménagement en faveur de la protection de la nature. Certains syndicats mixtes ou établissements publics (établissements publics fonciers, SAFERs par exemple en France) peuvent agir de même, à certaines conditions. En complément, la sobriété foncière est une approche de l'aménagement du territoire qui vise à réduire au maximum la consommation d'espaces naturels, agricoles et forestiers. Elle est alors généralement ou idéalement accompagnée de politiques de densification et de qualité urbaine et de recyclage des friches urbaines et/ou industrielles, et devrait aussi veiller à maintenir l'accès financier au logement.

## Coût du foncier
Le foncier est objet de spéculation.
Selon l'analyse de Sandrine Levasseur, deux principaux facteurs concourent, dans le cas français, à la spéculation foncière :
- l’absence de bases de données statistiques facilement disponibles et accessibles à tous fournissant des informations sur le foncier constructible, sa localisation géographique et le prix de vente enregistré lors de transactions précédentes pour des terrains de qualité équivalente ;
- le faible coût de portage du foncier non bâti, le portage du terrain se définissant comme « le fait d’acquérir et/ou de conserver la propriété d’un terrain dont on n’a pas l’usage immédiat » (définition de Comby, 2003[20]). Le faible du coût du portage est lui-même lié à trois facteurs :
  - le faible coût d’entretien d’un terrain (pour éviter sa non-dégradation et sa sécurisation) ;
  - la faiblesse de l’imposition sur le foncier non bâti (en terme d'impôts locaux et d’imposition sur les plus-values foncières) ;
  - le montant peu élevé des taux d’intérêt réels (qui permettent d’emprunter à bas coût pour financer l’acquisition d’un terrain).

Ce faible coût du portage, combiné au manque de transparence des marchés fonciers en raison de l’absence de statistiques, permet à certains acteurs de spéculer sur le prix du foncier. Le prix de l’option d’attente d’un nouvel aménagement du territoire (dessertes routières, quartier résidentiel, zone économique…qui feront prendre de la valeur au terrain) est peu élevé comparativement à la plus-value foncière qui, dans certains cas, peut être substantielle.

## Législation française
En octobre 2012, le parlement a adopté une loi sur la mobilisation du foncier au profit du logement social, avec notamment la possibilité de céder à bas prix ou gratuitement des terrains publics et ainsi renforcer la Loi relative à la solidarité et au renouvellement urbains (SRU), avec le projet de soutenir la création de 110 000 logements supplémentaires (à 50 % en Île-de-France) sur des terrains publics d'ici à 2016 et favoriser le logement social.
Les « Foncières de redynamisation territoriale » sont des outils de développement territorial visant à « lutter contre la vacance locative, tout en favorisant le développement socio-économique et en respectant les principes de sobriété foncière. En développant l'attractivité des villes, que ce soit en métropole ou en outre-mer, elles contribuent à diversifier l'offre commerciale, artisanale et résidentielle, notamment dans les communes en tension ou en déclin démographique. […] Elles participent à l'amélioration durable du parc immobilier local en réalisant des opérations complexes, telles que des restructurations ou des remembrements à l'échelle d'immeubles ou d'îlots entiers ». Elles sont soutenues par la Banque des territoires (prêts, aide et conseils et ingénierie de financements, accompagnement opérationnel ; suivi des projets, participation à la gouvernance des foncières, cofinancement d'études pour consolider la mise en œuvre des plans d'affaires…). La Banque des territoires a créé un réseau national des foncières de redynamisation territoriale, destiné à partager les bonnes pratiques.
Des « Observatoires locaux du foncier et de l'habitat » sont généralisés aux communes obligées de créer un programme local de l'habitat (PLH). 
Les maires et présidents d'EPCI, si leur territoire est couvert par un document d'urbanisme, doivent établir un rapport tous les trois ans sur le rythme de l'artificialisation des sols et le respect des objectifs déclinés au niveau local ; et un portail national de l'artificialisation des sols publiera gratuitement les données de consommation d'espaces naturels, agricoles et forestiers issues des fichiers fonciers, ainsi que les données d'occupation des sols à grande échelle (OCSGE) permettant de mesurer l'artificialisation nette des sols.